# Statua conocchia
L'espressione statua conocchia identifica una tipologia di immagini sacre (maschili o femminili) destinate ad essere portate in processione e vestite con abiti in tessuto. Questo genere di immagini acquisì importanza nel culto cattolico durante il Medioevo e si protrasse fino al XX secolo. Era utilizzata nelle processioni religiose e per questo doveva pesare il meno possibile. Il termine trae origine dalla conocchia, utensile che nel dialetto abruzzese indica la rocca, che utilizzata in coppia con il fuso serviva per filare la lana o il cotone.

## Tipi di statua
È una statua realizzata su una base di legno in cui si fissano due o tre assi verticali che hanno il compito di sorreggere la testa o il busto e permette l'aggancio a due listelli situati ai lati del tronco che terminano con le mani. Il volto e le mani possono essere di diversi materiali come gesso, cartapesta o legno, il volto e le mani sono ben rifiniti e l'altezza è variabile, possono essere piccole (sui 50 cm) oppure raggiungere i due metri. Essendo snodabile facilita la vestizione che solitamente segue i rituali tradizionali del posto. Questo tipo di statua, grazie al minor peso dato dal vuoto nelle parti non visibili, è utilizzata nelle processioni. Mediante fori posti nella base di legno, sono inseriti orizzontalmente dei pali di legno per agevolare il trasporto durante la processione.

## Storia

### Antichità
La tecnica di questo tipo di statua risale all'antica Grecia ed era chiamata acrolito.

### Rinascimento
Le statue conocchia ebbero la loro diffusione in tutta l'area cattolica dopo il Concilio di Trento (1545 - 1563) che ha dettato le nuove disposizioni di culto e incentivava l'utilizzo delle statue vestite al fine di uniformare i sentimenti religiosi dei fedeli e si raccomandava “che l'immagini non siano ornate in modo appariscente e provocante”. La produzione di queste statue crebbe per tutto il Seicento fino a metà Ottocento.

### Era moderna
Tra la fine del XIX secolo e l'inizio del XX la tendenza cambia, Giuseppe Sarto, il futuro papa Pio X eletto nel 1903, vescovo di Mantova iniziò una guerra contro queste statue, tanto che nel nord Italia, le statue vestite, furono distrutte o nascoste in qualche stanzino nelle parrocchie. 
Purtroppo, la facile deperibilità delle vesti e l’uso frequente hanno determinato la perdita di gran parte del patrimonio degli abiti originali. Molto spesso è stata anche l’esigenza di “modernizzare” l’immagine sacra a produrre la sostituzione degli abiti originali con esiti quasi sempre di impoverimento ed appesantimento delle immagini che pertanto ne risultano snaturate.